# Мировое поэтическое древо
«Мировое поэтическое древо» (англ. World Poetry Tree: An Anthology for Hope, Love and Peace; араб. شجرة شعر العالم‎) — глобальная поэтическая антология, вышедшая в 2022 году под редакцией арабского поэта Аделя Хозама (по его словам это «Объединение умов, создание будущего») при поддержке Министерства культуры и молодёжи ОАЭ. По мнению Emirates News Agency, «эта книга войдёт в историю мировых выставок как первая в своём роде инициатива собрать в антологию произведения литературных корифеев со всех континентов».
Презентация сборника состоялась в январе 2022 года в рамках Expo 2020 Dubai.
В 1000-страничную антологию вошли произведения 405 поэтов из 106 стран мира. Среди которых: номинант на Нобелевскую премию по литературе 2017 года Жермен Дрогенбродт (Бельгия), Фернандо Рендон (Колумбия), Майкл Ротенберг (США), Франко Буффони и Клаудия Пиччино (Италия), Лилия Величко (Белоруссия), Джамила Нишат (Индия), Май Ван Фан (Вьетнам), Фазиль Джамиль (Пакистан), Рахим Каримов (Кыргызстан), Фахредин Шеху (Албания), Даниэла Андоновска-Трайковска (Северная Македония), а также ряд поэтов из России: Вадим Терёхин, Дмитрий Мизгулин, Эльдар Ахадов, Наталья Харлампьева, Светлана Макарова, Наталья Головатюк, Злата Голыжбина.
Как отмечает газета Al-Bayan, «энциклопедия „Мировое поэтическое древо“, которая также носит подзаголовок „Антология надежды, любви и мира“, оказалась прекрасным проектом, где более 400 авторов из 106 стран представили стихи, рассказывающие об их состоянии, их видении надежды, любви и мира, и это именно то трио, которое оказалось узами, объединяющими этих поэтов, как листья на ветвях дерева… Поэтическая энциклопедия масштабна своим весом и именами, которые ярко сияют на любой из тысячи её страниц, каждой со своей эстетикой и дизайном, выполненным Манал Хозам, студенткой второго курса Дубайского института дизайна и инноваций». По словам иорданского поэта и журналиста Юсефа Абу Луза (Al Khaleej), «это международная антология, которая выходит за рамки профессиональных и академических сборников и представляет собой универсальный поэтический концерт в рамках одной книги».
В то же время, издание антологии оказалось в центре скандала с участием BDS, призвавшего к бойкоту книги арабских поэтов, приглашённых для участия, и резко осудившего тех из них, кто согласился на публикацию.
В августе 2022 года Адель Хозам за составление антологии «Мировое поэтическое древо» был отмечен наградой «Лучший международный поэт» по результатам голосования Комитета Международного центра переводов и поэтических исследований в Китае.
Выход в свет второй части сборника планируется на выставке Expo Osaka в Японии в 2025 году.